# Mortal Kombat Legends: Scorpion's Revenge
Mortal Kombat Legends: Scorpion's Revenge (Br/Prt: Mortal Kombat Legends: A Vingança de Scorpion) é um filme norte-americano de animação adulto de artes marciais de 2020 baseado na franquia Mortal Kombat criado por Ed Boon e John Tobias. O estúdio sul coreano Studio Mir animou o filme e foi produzido pela Warner Bros. Animation. Marca o primeiro Mortal Kombat de propriedade baseada a ser produzida pela Warner Bros. Animation após a mesma companhia adquirir a franquia em 2009 pela Midway Games e o primeiro projeto animado do Mortal Kombat desde a série animada de 1996 Mortal Kombat: Defenders of the Realm com o co-criador Ed Boon envolvido como consultor criativo. O filme gira em torno do personagem titular buscando sua vingança contra aqueles que mataram sua família e clã após ser ressuscitado por Quan Chi enquanto que Johnny Cage, Liu Kang e Sonya Blade são escolhidos para participar do torneio Mortal Kombat pelo destino do Plano Terreno.
O filme foi lançado no dia 14 de abril de 2020 em formato digital e foi seguido pelo lançamento em Blu-ray 4K Ultra HD, Blu-ray e DVD no dia 28 de abril de 2020. A continuação Mortal Kombat Legends: Battle of the Realms saiu no ano seguinte.

## Sinopse
No Japão, o grão-mestre dos Shirai Ryu Hanzo Hasashi e seu filho Satoshi são emboscados no caminho pra casa por alguns ninjas do clã rival Lin Kuei. Hasashi mata todos eles após descobrir que os Lin Kuei massacraram o resto dos Shirai Ryu, incluindo sua esposa Harumi. O grão-mestre dos Lin Kuei Sub-Zero aparece, usa suas habilidades congelantes para conter Hanzo no gelo e então mata Satoshi. Ele então empala Hanzo no pescoço com um pingente de gelo, matando-o. Bem abaixo nas profundezas do Submundo, Hasashi é misteriosamente ressuscitado e encontra com o feiticeiro Quan Chi que persuade Hanzo a lutar por ele no torneio Mortal Kombat para que ele possa exigir sua vingança com Sub-Zero. Hanzo concorda se autodenominando Scorpion.
Enquanto isso, o deus do trovão Raiden e o monge Shaolin Liu Kang fazem preparações para defender o Plano Terreno por participar do torneio Mortal Kombat organizado pelo velho feiticeiro Shang Tsung. O vencedor do torneio irá batalhar com Tsung para decidir o destino do Plano Terreno. A dupla é acompanhada pelo ator de Hollywood desempregado Johnny Cage e a agente das Forças Especiais Sonya Blade com ambos tendo seus próprios motivos para participar do torneio: Sonya está perseguindo Kano, o líder da organização criminosa Dragão Negro, e Johnny acredita que está participando em um projeto de filme.
Após a chegada na Ilha de Shang Tsung, Scorpion tenta roubar o amuleto de Shinnok por ordens de Quan Chi mas Raiden o convence a não cumprir o acordo. Enquanto isso, Cage, Liu e Sonya testemunham o parceiro de Sonya Jackson "Jax" Briggs sendo gravemente ferido pelo campeão do torneio Goro até Raiden intervir. Durante o decorrer do torneio, Johnny mal clama a vitória sobre o Baraka, Sonya sucessivamente mata Reptile e Liu luta contra Kitana emergindo como o vencedor quando ela cede. Em uma tentativa de parar os heróis do Plano Terreno, Kano e seus assassinos se infiltram na ilha para matar eles mas todos eles são todos mortos por Scorpion. Enquanto tentava lutar contra Kano, Sub-Zero aparece e ajuda a lidar com os assassinos mas um vingativo Scorpion o ataca de uma ponte em um poço de espinhos, empalando eles e matando Sub-Zero. Johnny e Sonya perseguem Kano a fim de resgatar Jax enquanto que Liu corre para a sala do trono de Shang Tsung.
Quan Chi aparece diante de Scorpion e revela que ele foi diretamente o responsável pela chacina dos Shirai Ryu tendo se disfarçado como Sub-Zero e manipulou os Lin Kuei em fazer seu lance e que o verdadeiro Sub-Zero não fez parte do massacre. Enfurecido, Scorpion se remove do espinho para se vingar. No climax do torneio, Liu quase sofre o mesmo destino de Jax durante sua luta com Goro mas é salvo quando Scorpion mata Goro com sua kunai enquanto que Johnny, Sonya e Jax sucessivamente matam Kano. Shang Tsung tenta fazer com que Scorpion lute contra Liu Kang mas Scorpion faz Tsung de refém e voluntariamente perde seu status de lutador, protegendo a posição de Liu como o vencedor do torneio. Depois que Shang Tsung retira-se para a Exoterra, a ilha começa a entrar em colapso com os heróis do Plano Terreno evacuando a um barco mais próximo enquanto que Scorpion consegue matar Quan Chi no combate antes de se juntar a sua família e clã na vida após a morte.
Como consequência, Shang Tsung é torturado por Shao Kahn pelo seu fracasso antes de receber a ordem de fazer os preparativos para a invasão do Plano Terreno.

## Elenco
- Patrick Seitz como Hanzo Hasashi / Scorpion
- Steve Blum como Bi-Han / Sub-Zero
- Jordan Rodrigues como Liu Kang
- Darin De Paul como Quan Chi
- Joel McHale como Johnny Cage
- Jennifer Carpenter como Sonya Blade
- Artt Butler como Shang Tsung
- Robin Atkin Downes como Kano
- Dave B. Mitchell como Raiden
- Ike Amadi como Jackson "Jax" Briggs
- Kevin Michael Richardson como Goro
- Grey Griffin como Kitana e Satoshi Hasashi
- Fred Tatasciore como Demônio Torturador e Shao Kahn

### Dublagem brasileira
- Guilherme Briggs como Scorpion (Hanzo Hasashi)
- Fabrício Villa Verde como Liu Kang
- Hélio Ribeiro como Raiden
- Márcia Coutinho como Sonya Blade
- Peterson Adriano como Johnny Cage
- Márcio Dondi como Quan Chi
- Élcio Romar como Shang Tsung
- Gutemberg Barros como Jax Briggs
- Léo Rabelo como Sub-Zero (Bi-Han)
- Natália Alves como Kitana
- Ricardo Telles como Kano
- Anderson Coutinho como Goro
- Ricardo Rossatto como Shao Kahn
- Bruno Rocha como Adversário da Sonya na China

## Produção
Relatórios de um novo filme animado do Mortal Kombat foram sugeridos a partir de janeiro de 2019 como uma ligação ao futuro filme reboot live action. Um ano depois, o filme animado foi oficialmente anunciado como Mortal Kombat Legends: Scorpion's Revenge. O filme tem Patrick Seitz retornando a dublar o Scorpion dos jogos anteriores após não retornar ao papel em Mortal Kombat 11 (onde ele foi substituído por Ron Yuan) junto com Steve Blum como Sub-Zero dos jogos anteriores, Grey Griffin dublando a Kitana adequadamente após previamente recusar o papel em Mortal Kombat X devido a sua gravidez na época e Kevin Michael Richardson reprisando seu papel como Goro pela primeira vez em 25 anos desde o filme de 1995. Ed Boon confirmou em seu Twitter que o filme receberá uma classificação "R", marcando a primeira vez que um filme de Mortal Kombat foi classificado para "R".
O primeiro trailer foi lançado online no dia 28 de janeiro de 2020. Um trailer de banda vermelha para o filme foi lançado em 8 de março de 2020 durante o torneio "Final Kombat" seguindo a estreia do trailer do personagem convidado de Mortal Kombat 11, Spawn.

## Recepção

### Resposta crítica
No Rotten Tomatoes, o filme teve um índice de aprovação de 89% baseado nas 19 avaliações com uma classificação média de 7.35/10.

### Vendas
O filme arrecadou $508,501 das vendas domésticas de DVD e $2,126,194 das vendas domésticas do Blu-ray, trazendo seu ganho total em home video para $2,634,695.